# Zelluläre Mikrobiologie

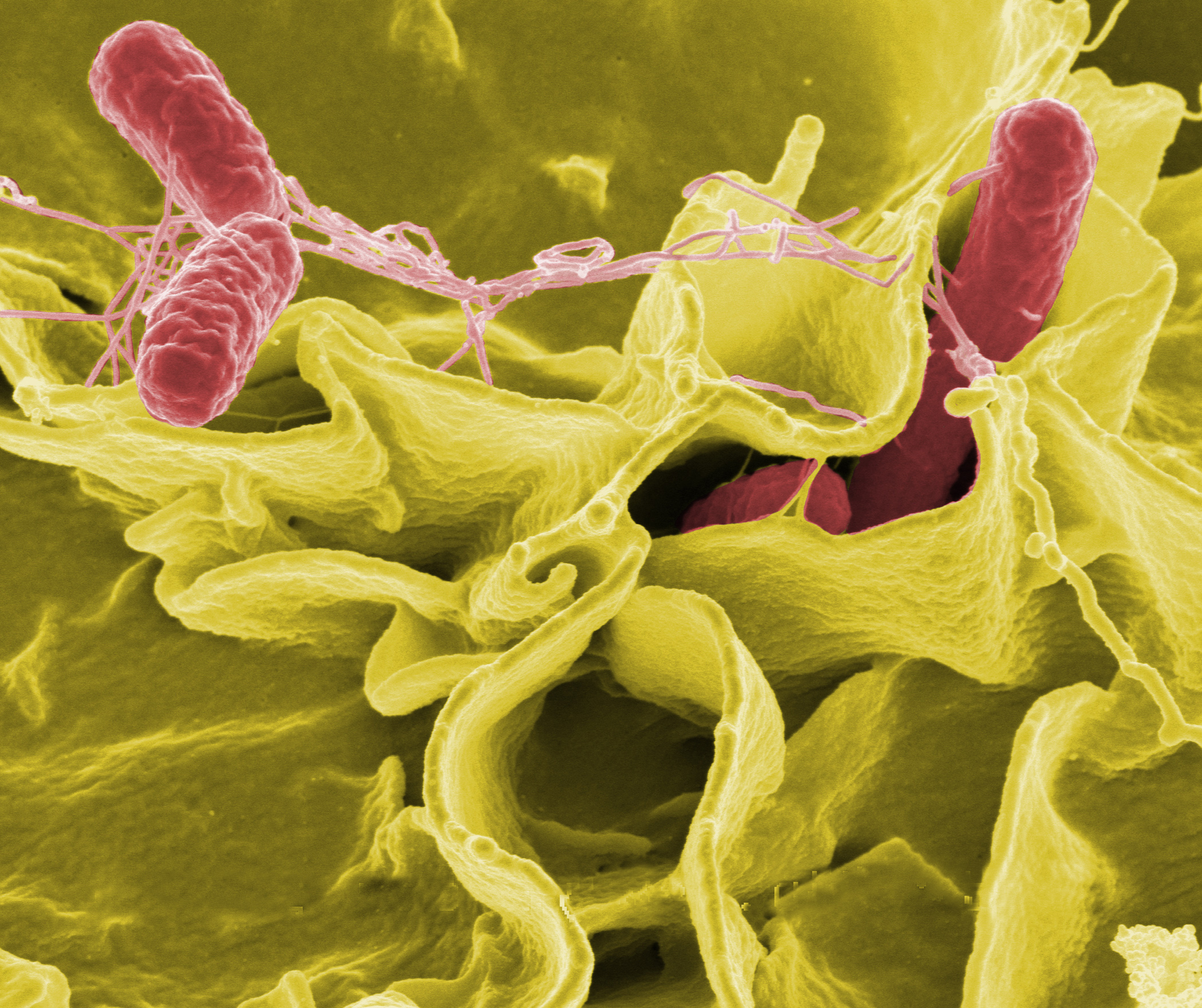
Salmonella-Bakterien (rot) dringen in Humanzellen ein

Die zelluläre Mikrobiologie ist ein Teilgebiet der Biologie. Sie verbindet und überbrückt die Gebiete der Zellbiologie und der Mikrobiologie.
Der Begriff der zellulären Mikrobiologie wurde 1996 in einem Science-Artikel geprägt. Die interdisziplinäre Zusammenarbeit zwischen der Zellbiologie und der Mikrobiologie hatte in den vorangegangenen Jahren so weit zugenommen, dass die Entstehung eines neuen Teilgebiets vorgeschlagen und diskutiert wurde.
Die zelluläre Mikrobiologie versucht, einerseits pathogene Mikroorganismen als Forschungswerkzeuge für die Zellbiologie zu verwenden, wie andererseits zellbiologische Methoden anzuwenden, um die Pathogenität von Mikroorganismen zu verstehen. Toxine und Virulenzfaktoren aus Mikroorganismen werden schon seit Jahrzehnten eingesetzt, um Abläufe in eukaryontischen Zellen zu beeinflussen und zu erforschen. Es hat sich zunehmend herausgestellt, dass das bloße Applizieren gereinigter Toxine an Zellen den großen Zusammenhang nicht immer liefern kann und dass das Verstehen der Rolle der Toxine in der Pathogenität, der Weise, wie diese Stoffe einen Mikroorganismus fördern, der Herstellungsverfahren der Toxine und ihrer Koevolution mit Faktoren der Wirtszelle entscheidend ist.
Zahlreiche eukaryontische Zellprozesse wurden anhand von mikrobiellen „Werkzeugen“ aufgeklärt. Eines der Hauptthemen ist das Zytoskelett. Viele Mikroorganismen beeinflussen die Synthese und den Abbau des Zytoskeletts der Wirtszelle, insbesondere der Aktin-Netzwerk. Intrazelluläre Mikroorganismen, wie z. B. die Bakterien Shigella und Salmonella, lösen die Aktinpolymerisierung in Wirtszellen aus, die normalerweise keine Bakterien aufnehmen (also Nicht-Phagozyten). Dies verursacht die Bildung von Ansätzen, die letztendlich die Bakterien einhüllen. Yersinia-Bakterien hemmen hingegen die Aktinpolymerisierung in Phagozyten, und vermeiden dabei die Phagozytose. Die zelluläre Mikrobiologie versucht diese Verfahren, und die Weise auf der sie eine Infektion fördern, zu verstehen.
Andere eukaryontische Verfahren, die Mikroorganismen beeinflussen und die anhand von Mikroorganismen erforscht werden, sind z. B. Signaltransduktion, Stoffwechsel, Vesikeltransport, Zellzyklus und transkriptionelle Regulation, um nur einige zu nennen.